# Hyperlophoides
Hyperlophoides là một chi bướm đêm thuộc họ Erebidae.